# Podólia
A Podólia é uma região do sul-oeste da Ucrânia, ao sul da Volínia, a oeste da Dnípria e a leste da Galícia-Lodoméria. A região é habitada desde o Neolítico, nomeadamente pela Cultura de Cucuteni. O nome remonta à colonização da zona pelos polacos, no século XIV.